# Mertensia (dier)
Mertensia is een geslacht van ribkwallen uit de klasse van de Tentaculata.

## Soort
- Mertensia ovum (Fabricius, 1780)